# Ruadh
Ruadh – podróżnik, którego statek na skutek ciszy na morzu unieruchomiony został u północnych wybrzeży Irlandii.
Celtycki mit przekazuje, że popłynął wpław, aby szukać pomocy dla umierającej załogi i natknął się przypadkiem na zaczarowaną podwodną wyspę. Na wyspie żyło dziewięć pięknych kobiet i Ruadh przez dziewięć cudownych nocy spał z nimi wszystkimi. Kiedy podróżnik postanowił wrócić do swoich towarzyszy, kobiety poinformowały go, że razem urodzą mu syna. Ruadh obiecał powrócić u kresu swojej podróży, ale zapomniał o swoim postanowieniu. Rozwścieczone kochanki podjęły za nim pościg, kopiąc przed sobą jak piłkę odciętą głowę jego nowo narodzonego syna.